# Йохан Йозеф фон Траутзон
Йохан Йозеф Игнац Антон Валентин Панталеон фон Траутзон (на немски: Johann Josef Ignaz Anton Valentin Pantaleon von Trautson, Graf zu Falkenstein; * 23 юли 1704, Фалкенщайн, Долна Австрия, или във Виена; † 10 март 1757, Виена) е граф на Фалкенщайн в Долна Австрия, княжески архиепископ на Виена (1751 – 1757) и кардинал (1756 – 1757).

## Живот
Той е вторият син на 1. княз Йохан Леополд Донат фон Траутзон (1659 – 1724), имперски граф на Фалкенщайн, и съпругата му графиня Мария Терезия Унгнадин фон Вайсенволф (1678 – 1741), дъщеря на граф Михаел Венцел Унгнад фон Вайсенволф (1658 – 1679) и графиня Ернестина Фаустина Барбара Монтекуколи (1663 – 1701). Баща му е брат на Ернст фон Траутзон, княжески епископ на Виена (1685 – 1702). По-големият му брат Йохан Вилхелм фон Траутзон (1700 – 1775) е 2. княз на Траутзон.
Йохан Йозеф следва и става доктор по „Светото писание“. На 21 септември 1728 г. той е дякон във Виена, на 26 септември 1728 г. свещеник във Виена, на 7 декември 1750 г. коадютор-архиепископ на Виена, на 7 декември 1750 г. титулярен архепископ на Картагине и на 25 декември 1750 г. редовен епископ титулярен архиепископ на Картагине. На 12 април 1751 г. е избран за архиепископ на Виена и на 29 юни 1751 г. започва службата си като архиепископ на Виена. На 5 април 1756 г. той е избран за кардинал.
Мария Терезия го номинира за протектор на теологските и философските науки във Виенския университет и за ръководител на строежа на новия университет.
Йохан Йозеф фон Траутзон умира на 52 години на 10 март 1757 г. във Виена и е погребан в епископската гробница в катедралата „Св. Стефан“ във Виена.